# Virginia Slims of Kansas 1990
Il Virginia Slims of Kansas 1990 è stato un torneo di tennis giocato sul cemento indoor. È stata la 10ª edizione del torneo, che fa parte della categoria Tier IV nell'ambito del WTA Tour 1990. Si è giocato al Kansas Coliseum di Wichita negli Stati Uniti, dal 5 all'11 febbraio 1990.

## Campionesse

### Singolare
Dianne van Rensburg ha battuto in finale  Nathalie Tauziat con il punteggio di 2–6, 7–5, 6–2

### Doppio
Manon Bollegraf /  Meredith McGrath hanno battuto in finale  Mary Lou Daniels /  Wendy White con il punteggio di 6–0, 6–2